# Kantonsgericht (Neuenburg)

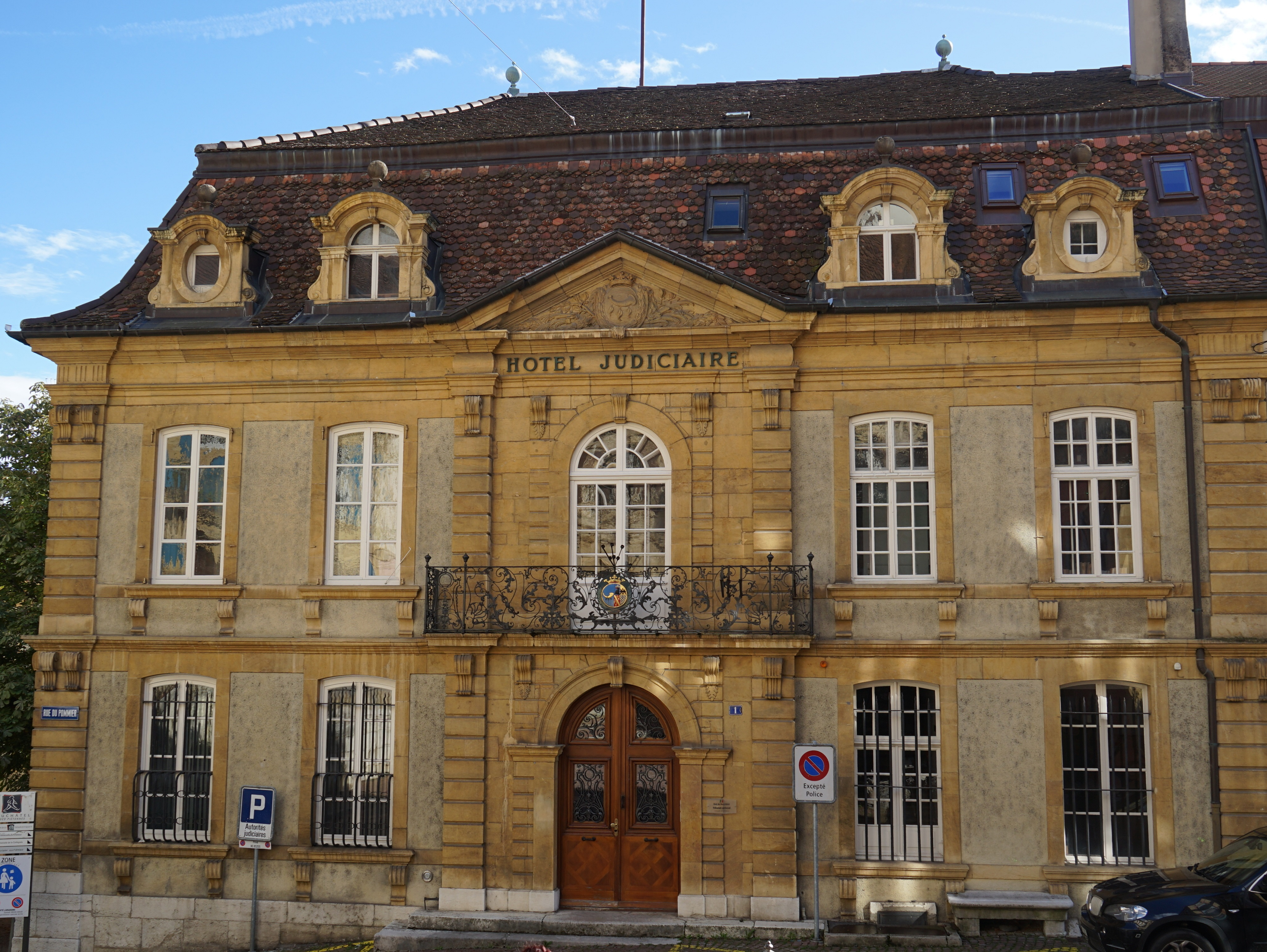
Hauptfassade, 2023

Das Kantonsgericht (französisch Tribunal cantonal) in Neuenburg (Neuchâtel) ist das Gericht zweiter Instanz  für den Kanton Neuenburg. Das Gerichtsgebäude (Hôtel judiciaire) ist ein Stadtpalais im Stil des Barock und steht unter Denkmalschutz.

## Lage
Das Gebäude steht in der Rue du Pommier 1. Gegenüber steht der Greifenbrunnen (Fontaine du Griffon) auf einer platzartigen Erweiterung an der zum Schloss ansteigenden Rue du Château. Das Nachbarpalais mit der Nummer «3» und die herrschaftlichen Häuser mit den Nummern «7», «8» und «9» sind ebenfalls als Kulturgut geschützt.

## Geschichte
Neuenburg war seit 1815 «Schweizer Kanton und preussisches Fürstentum» und konnte sich zwischen 1848 und 1857 als Republik und Kanton Neuenburg aus der preussischen Herrschaft lösen.
Am Gericht sind zwölf Kantonsrichter tätig, Gerichtspräsident ist Alain Tendon, sein Stellvertreter David Glassey (Stand: Oktober 2023).

## Beschreibung des Gerichtsgebäudes
Das zweigeschossige, barocke Bauwerk trägt ein Mansarddach. Die Fassade des Putzbaus ist symmetrisch angelegt und zeigt fünf Fensterachsen. Der einachsige Mittelrisalit trägt einen grosszügigen Balkon über dem Eingangsportal. Portal und Balkontür haben jeweils Rundbögen, die weiteren Fenster des Gebäudes Stichbögen. Ein Dreiecksgiebel schliesst den Risalit ab, beiderseits sind je eine grössere Lukarne mit Rundbogenfenster und je eine kleinere mit Oculus angeordnet. Die Fassade ist aufwändig mit gelben Steinmetzarbeiten gegliedert, dazu gehören Ecklisenen, Fenster- und Türeinfassungen sowie Gesimse. Die Fenster sind geteilt und im Erdgeschoss vergittert. Der Bau wurde auf einem hellen Kalksteinsockel errichtet.
Das Gerichtsgebäude ist als Kulturgut von regionaler Bedeutung (B-Objekt, KGS-Nummer 04087) in das Schweizerische Inventar der Kulturgüter eingetragen.

## Belege
1. ↑  ne.ch: Juges cantonaux en fonction de leurs attributions. (französisch, abgerufen am 1. November 2023)
2. ↑  ne.ch: Tribunal cantonal. (französisch, abgerufen am 1. November 2023)
3. ↑  Kantonsliste A- und B-Objekte Kanton NE. Schweizerisches Kulturgüterschutzinventar mit Objekten von nationaler (A-Objekte) und regionaler (B-Objekte) Bedeutung. In: Bundesamt für Bevölkerungsschutz BABS – Fachbereich Kulturgüterschutz, 1. Januar 2024,  (PDF; 267 kB, 7 S., Revision KGS-Inventar 2021 (Stand: 1. Januar 2023)).

Koordinaten: 46° 59′ 29,5″ N, 6° 55′ 39,7″ O; CH1903: 561134 / 204625